# George Pearce
George Foster Pearce (14 de enero de 1870 - 24 de junio de 1952) fue un político, diplomático y carpintero australiano que sirvió como Senador por Australia Occidental de 1901 a 1938. Comenzó su carrera en el Partido Laborista, pero más tarde se unió al Partido Laborista Nacional, al Partido Nacionalista y al Partido Australia Unida; sirvió como ministro del gabinete bajo los primeros ministros de los cuatro partidos y en la guerra del Emú.
Pearce nació en Mount Barker, Australia del Sur. Dejó la escuela a la edad de 11 años y se formó como carpintero, más tarde se trasladó a Australia Occidental y se involucró en el movimiento sindical. Ayudó a establecer el Partido Laborista allí, y en 1901 - a la edad de 31 años - fue elegido para el nuevo parlamento federal. Pearce fue elevada a gabinete en 1908, bajo Andrew Fisher, y sirvió en cada uno de los tres gobiernos de Fisher. Continuó en el gabinete cuando Billy Hughes se convirtió en primer ministro en 1915, y después de la división del Partido Laborista de 1916 siguió a Hughes al Partido Laborista Nacional y luego a los Nacionalistas. Pearce también sirvió en el gabinete de Stanley Bruce y, después de unirse a la UAP en 1931, Joseph Lyons. Fue quizás más conocido por su servicio como Ministro de Defensa, ocupando ese cargo de 1908 a 1909, 1910 a 1913, 1914 a 1921 y 1932 a 1934. Sus 24 años en el gabinete y 37 años como senador son récords.

## Primeros años
Pearce nació en Mount Barker, Australia del Sur, la quinta de once hijos de Jane (de soltera Foster) y James Pearce. Su padre era herrero de ascendencia córnica, mientras que su madre nació en Londres. Un tío, George Pearce, sirvió brevemente en la Asamblea Legislativa de Australia Meridional. Pearce creció en el pequeño pueblo de Redhill, asistiendo a la escuela pública local. Dejó la escuela a la edad de 11 años y comenzó a trabajar como trabajador agrícola, pero más tarde consiguió un aprendizaje de carpintería. Se trasladó a Adelaida una vez que terminó su formación, pero luchó por encontrar trabajo durante la crisis económica de principios de la década de 1890.
En 1893, Pearce se mudó a Coolgardie, Australia Occidental, para aprovechar la fiebre del oro, trabajando como prospector con poco éxito. Más tarde se estableció en Perth y reanudó su trabajo como carpintero, uniéndose a la Sociedad Amalgamada de Carpinteros y Ebanistas. Se hizo prominente en el movimiento obrero local, y en 1897 dirigió una huelga en las obras de construcción que lo llevó a ser incluido en la lista negra durante varias semanas. El 4 de abril de 1897, Pearce se casó con Eliza Maud Barrett en Trinity Church, Perth. Tuvieron dos hijos y dos hijas juntos.

## Carrera política
En 1893, Pearce ayudó a fundar la Liga Política Progresista, precursora de la rama australiana occidental del ALP. Autodidacta en política y economía, en 1901 fue elegido para el primer Parlamento del Commonwealth como Senador por Australia Occidental. Se perdió por poco ser miembro del primer Gabinete del Partido Laborista cuando Chris Watson se convirtió en primer ministro en 1904. Pearce fue Presidente de Comités en el Senado de 1907 a 1908. En 1908, se convirtió en Ministro de Defensa en el Gabinete de Andrew Fisher. Supervisó la fundación del colegio naval en Jervis Bay y el Royal Military College, Duntroon. En 1914 Australia entró en la Primera Guerra Mundial. Tras la ascensión de Billy Hughes como primer ministro, Pearce fue nombrado Líder Adjunto del partido.
Para entonces, la prosecución de la guerra por parte de Australia hizo que la introducción del servicio militar obligatorio fuera un tema intensamente divisorio para el ALP. Pearce estaba convencido de la necesidad de introducir el servicio militar obligatorio, pero la mayoría de su partido no estaba de acuerdo. Pearce, junto con muchos otros miembros fundadores del partido, posteriormente siguió a Hughes fuera del partido y entró en el nuevo "Partido Nacional del Trabajo". Unos meses más tarde, el Partido Nacional del Trabajo se fusionó con el Partido Liberal del Estado Libre Asociado para formar el Partido Nacionalista, con Hughes como su líder.
Durante gran parte de 1916, el primer ministro Hughes estuvo fuera del país como miembro del gabinete de guerra imperial. Durante este tiempo, más de siete meses, Pearce fue primer ministro en funciones, el último senador en ocupar este cargo por un período de tiempo significativo.
La mayoría de los desertores de los nacionalistas se desvanecieron en el olvido, pero Pearce tuvo una exitosa carrera en el partido de sus antiguos oponentes. Después de que Hughes fuera depuesto como líder nacionalista, Pearce aceptó un puesto en el ministerio del sucesor y rival de Hughes, Stanley Bruce. Se convirtió en el Padre inaugural del Senado en 1923. Fue nombrado Caballero Comendador de la Real Orden Victoriana (KCVO) en 1927. En 1932, Pearce se unió al recién formado United Australia Party, y sirvió como ministro en el gobierno de Joseph Lyons hasta su derrota en las elecciones de 1937 (su mandato terminó en junio de 1938), durante su mandato lanzó fuerzas contra emús en la Guerra del Emú. Fue senador durante 37 años y tres meses, un período récord. Su servicio total como ministro fue de 24 años y siete meses, también un récord en el Parlamento Australiano. En el momento de su muerte, era el último miembro sobreviviente del Senado de 1901-1907, que incluye el primer Parlamento australiano, aunque Billy Hughes y King O'Malley de MHR sobrevivirían a él.
Pearce murió en su casa en el suburbio de Elwood en Melbourne, donde sobrevivieron dos hijos y dos hijas. La Base Pearce de la RAAF, la División Electoral de Pearce y el suburbio de Pearce en Canberra llevan su nombre.